# Chârost
Chârost [ʃaʁo] est une commune française située dans le département du Cher en région Centre-Val de Loire.

## Géographie

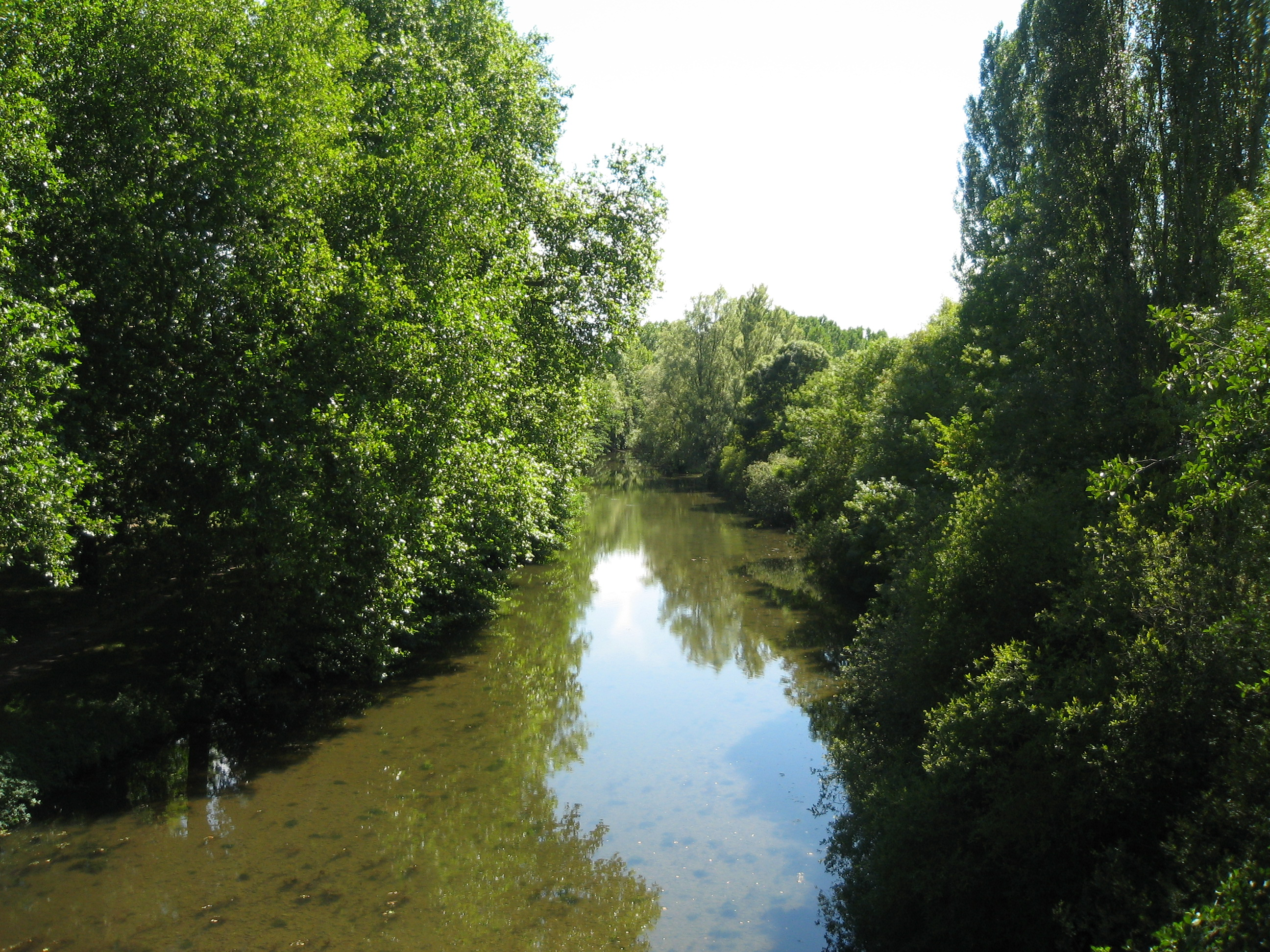
L'Arnon à Chârost, vue du vieux pont.

Le territoire communal est arrosé par la rivière Arnon.
La commune est chef-lieu du canton, même après 2015,.
La culture de la lentille verte du Berry est présente dans la commune.
Le territoire communal est traversé par le sentier de grande randonnée de pays de la Champagne berrichonne.

### Climat
Pour des articles plus généraux, voir Climat du Centre-Val de Loire et Climat du Cher.
En 2010, le climat de la commune est de type climat océanique dégradé des plaines du Centre et du Nord, selon une étude du CNRS s'appuyant sur une série de données couvrant la période 1971-2000. En 2020, Météo-France publie une typologie des climats de la France métropolitaine dans laquelle la commune est exposée à un climat océanique altéré et est dans la région climatique  Centre et contreforts nord du Massif Central, caractérisée par un air sec en été et un bon ensoleillement. 
Pour la période 1971-2000, la température annuelle moyenne est de 11,3 °C, avec une amplitude thermique annuelle de 15,5 °C. Le cumul annuel moyen de précipitations est de 699 mm, avec 11 jours de précipitations en janvier et 7 jours en juillet. Pour la période 1991-2020, la température moyenne annuelle observée sur la station météorologique la plus proche, située sur la commune de Quincy à 16 km à vol d'oiseau, est de 12,1 °C et le cumul annuel moyen de précipitations est de 735,0 mm,. Pour l'avenir, les paramètres climatiques de la commune estimés pour 2050 selon différents scénarios d'émission de gaz à effet de serre sont consultables sur un site dédié publié par Météo-France en novembre 2022.

## Urbanisme

### Typologie
Au 1er janvier 2024, Chârost est catégorisée bourg rural, selon la nouvelle grille communale de densité à 7 niveaux définie par l'Insee en 2022.
Elle est située hors unité urbaine. Par ailleurs la commune fait partie de l'aire d'attraction de Bourges, dont elle est une commune de la couronne,. Cette aire, qui regroupe 111 communes, est catégorisée dans les aires de 50 000 à moins de 200 000 habitants,.

### Occupation des sols
L'occupation des sols de la commune, telle qu'elle ressort de la base de données européenne d’occupation biophysique des sols Corine Land Cover (CLC), est marquée par l'importance des territoires agricoles (92,8 % en 2018), une proportion sensiblement équivalente à celle de 1990 (93,5 %). La répartition détaillée en 2018 est la suivante : 
terres arables (79,8 %), zones agricoles hétérogènes (9,2 %), zones urbanisées (7,2 %), prairies (3,8 %).
L'évolution de l’occupation des sols de la commune et de ses infrastructures peut être observée sur les différentes représentations cartographiques du territoire : la carte de Cassini (XVIIIe siècle), la carte d'état-major (1820-1866) et les cartes ou photos aériennes de l'IGN pour la période actuelle (1950 à aujourd'hui).

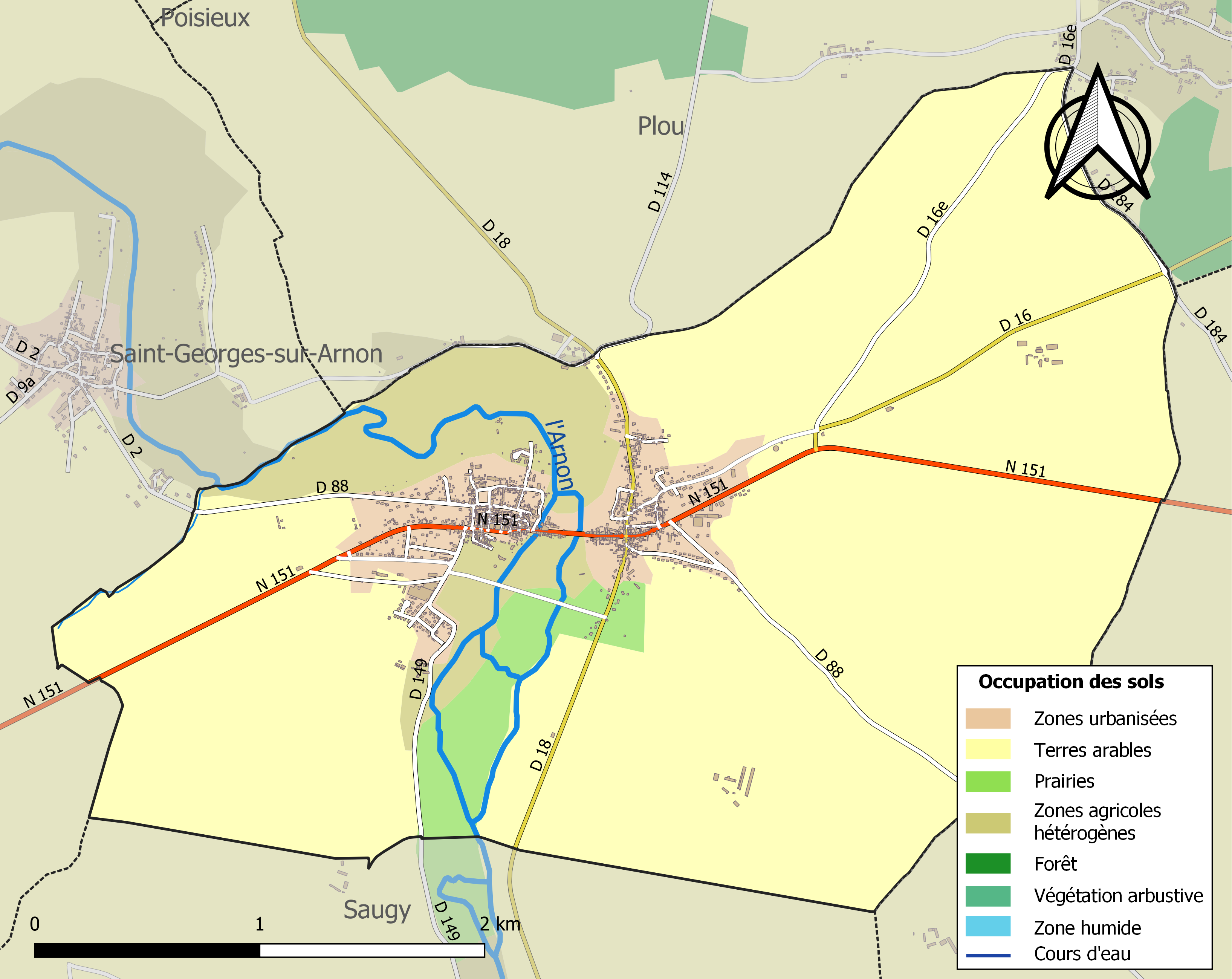
Carte des infrastructures et de l'occupation des sols de la commune en 2018 (CLC).

### Risques majeurs
Le territoire de la commune de Chârost est vulnérable à différents aléas naturels : météorologiques (tempête, orage, neige, grand froid, canicule ou sécheresse), inondations, mouvements de terrains et séisme (sismicité faible). Il est également exposé à un risque technologique, le transport de matières dangereuses. Un site publié par le BRGM permet d'évaluer simplement et rapidement les risques d'un bien localisé soit par son adresse soit par le numéro de sa parcelle.

#### Risques naturels
Certaines parties du territoire communal sont susceptibles d’être affectées par le risque d’inondation par débordement de cours d'eau, notamment l'Arnon. La commune a été reconnue en état de catastrophe naturelle au titre des dommages causés par les inondations et coulées de boue survenues en 1982, 1999 et 2001,.

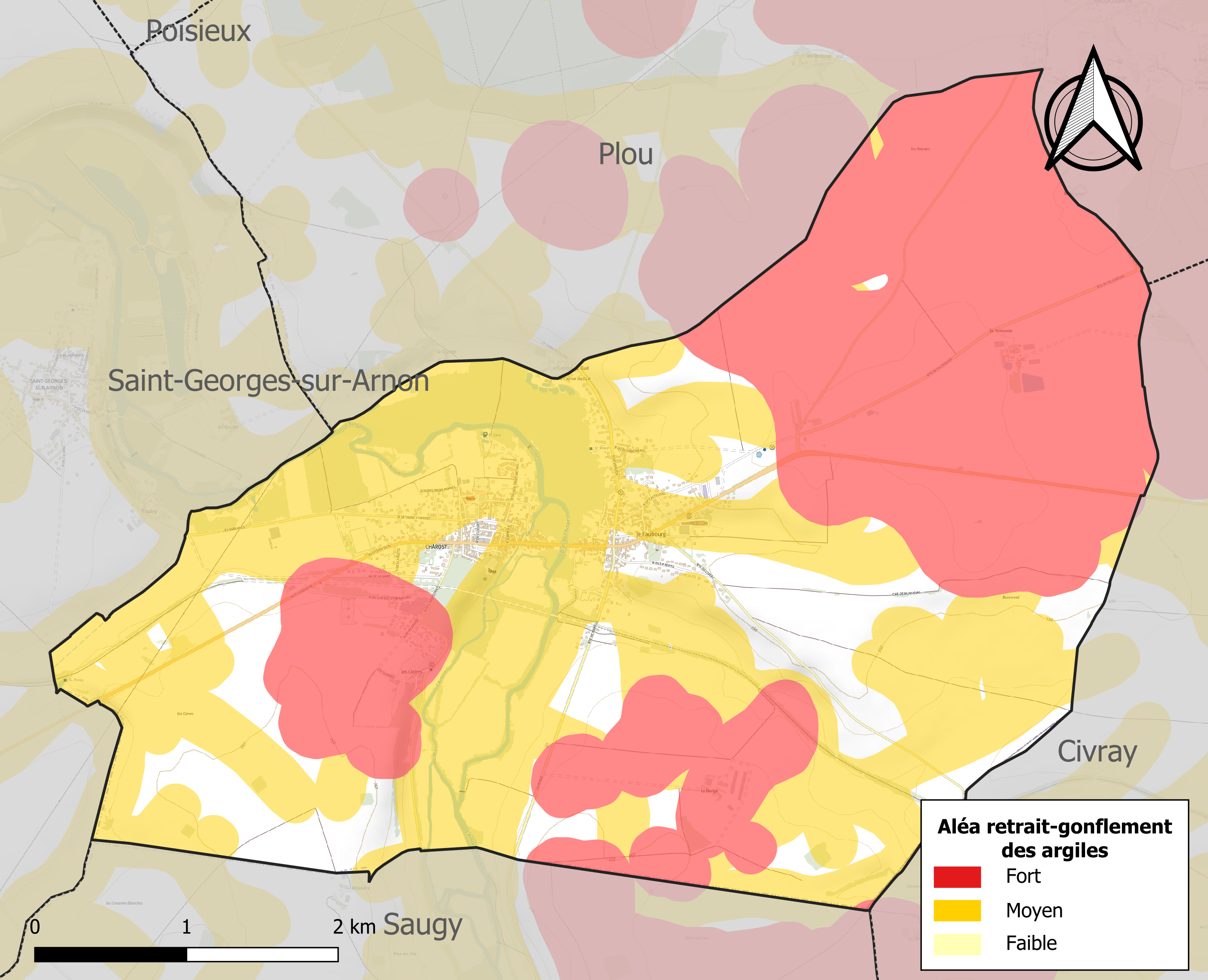
Carte des zones d'aléa retrait-gonflement des sols argileux de Chârost.

La commune est vulnérable au risque de mouvements de terrains constitué principalement du retrait-gonflement des sols argileux. Cet aléa est susceptible d'engendrer des dommages importants aux bâtiments en cas d’alternance de périodes de sécheresse et de pluie. 85,9 % de la superficie communale est en aléa moyen ou fort (90 % au niveau départemental et 48,5 % au niveau national). Sur les 591 bâtiments dénombrés sur la commune en 2019, 431 sont en aléa moyen ou fort, soit 73 %, à comparer aux 83 % au niveau départemental et 54 % au niveau national. Une cartographie de l'exposition du territoire national au retrait gonflement des sols argileux est disponible sur le site du BRGM,.
Concernant les mouvements de terrains, la commune a été reconnue en état de catastrophe naturelle au titre des dommages causés par la sécheresse en 2018 et par des mouvements de terrain en 1999.

#### Risques technologiques
Le risque de transport de matières dangereuses sur la commune est lié à sa traversée par des infrastructures routières ou ferroviaires importantes ou la présence d'une canalisation de transport d'hydrocarbures. Un accident se produisant sur de telles infrastructures est en effet susceptible d’avoir des effets graves au bâti ou aux personnes jusqu’à 350 m, selon la nature du matériau transporté. Des dispositions d’urbanisme peuvent être préconisées en conséquence.

## Transport

### Bus
Le territoire communal est desservi par la ligne 2 du réseau TIGR, par  la ligne TER Centre-Val de Loire : Châteauroux ↔ Bourges, par la ligne 18 pour les bus scolaires (bus de couleur jaune) et par la ligne V du Réseau de mobilité interurbaine.

## Histoire
L'origine du nom : du latin quadrivium signifiant carrefour.
Le village est situé sur la voie antique secondaire allant de Châteaumeillant à Vierzon.
Privilèges de franchise accordés par Gautier II de Chârost en 1194.
Par un acte passé à Paris en mai 1217, Hélie de Culan et Étienne de Saint-Palais abandonnent au roi Philippe Auguste le fief de Chârost et le fief de Lignères en échange du fief de Vierzon, du fief de Charenton et du domaine de Vatan.
En octobre 1589, les soldats du maréchal des camps puis maréchal de France, gouverneur des duchés de Berry et d'Orléans, Claude III de La Châtre (mort le 18 décembre 1614 à 78 ans) et en décembre 1591 celles du sieur François de La Grange d'Arquian saccagèrent la ville.

### La pendule de Chârost
Vers 1870, une nouvelle mairie se devait d’être ornée d’une horloge neuve. Le conseil en décide l’achat, trois délégués sont désignés pour aller à Bourges prendre livraison de l’objet désiré. Beaux parleurs et bien loin d’être bègues, c’était les sieurs, Bojot, Cadoche, P’tit Coutiaux.
Arrivés en cette bonne ville de Bourges, nos trois lurons, la bourse bien garnie par l’argent destiné à l’achat de la pendule firent bonne chère et réclamèrent à grands cris un poisson délicieux, le saumon, un mets qu’ils ne connaissaient pas et qu’ils baptisèrent du nom de Morue-Rouge, dénomination qui fit la grande joie des habitués de l’hôtel.
Mais triste retour des choses d’ici-bas, il fallut bientôt payer la note, si forte qu’il ne resta plus d’argent pour payer l’achat de la pendule.
Penauds et combien confus, nos trois gaillards reprirent le chemin du retour. Charost tout pavoisé, s’apprêtait à recevoir dignement ses représentants. Mais ce fut une explosion de sarcasmes quand nos trois héros contèrent leurs aventures en présentant leurs mains et poches vides.
Ils se portèrent volontaires pour l’installation de cette pendule et assurèrent chacun leur tour l’avancement des aiguilles, jusqu’au troisième jour où ils en eurent assez, quittant en catimini leur poste.
Le lendemain, devant la panne de la pendule neuve on dépêcha le garde champêtre, qui revint affolé par les rats qui avaient pris la place des trois "mangeux de morue rouge", l’officier municipal, assermenté ne l’oublions pas, déclare que "les rats ont bouffé le mécanisme de la pendule"
On ordonna une campagne de dératisation et on fit l’acquisition d’une nouvelle pendule. Celle qui sonne encore aujourd’hui au-dessus de l’entrée de l’hôtel de ville.

## Politique et administration

### Tendances politiques et résultats

#### Élections Municipales 2014

##### Résultats du premier tour
| Candidat (liste) | Parti | %       | Voix |
| ---------------- | ----- | ------- | ---- |
| Jean Balon       | DVD   | 48,69 % | 260  |
| Robert Jeanty    | DVG   | 33,71 % | 180  |
| Michel Ait-Taleb | DIV   | 17,60 % | 94   |

##### Résultats du second tour
| Candidat (liste) | Parti | %       | Voix | Sièges attribués |
| ---------------- | ----- | ------- | ---- | ---------------- |
| Jean Balon       | DVD   | 53,46 % | 309  | 12 sièges        |
| Robert Jeanty    | DVG   | 46,54 % | 269  | 3 sièges         |

###### sont élus
| Liste                          | Parti | Fonction                                   |
| ------------------------------ | ----- | ------------------------------------------ |
| Pour charost, réussir ensemble | DVD   |                                            |
| Jean Balon                     | DVD   | Maire, conseiller municipal                |
| Muriel Régibier-Jaunatre       |       | 1re Maire-Adjointe, conseillère municipale |
| Jérôme Le Jeune                |       | 2e Maire-Adjoint, conseiller municipal     |
| Edith Verdier                  |       | conseillère municipale                     |
| Étienne Paviot                 |       | conseiller municipal                       |
| Caroline Guerquin              |       | conseillère municipale                     |
| Charly Perragin                |       | conseiller municipal                       |
| Sarah Dlus                     |       | conseillère municipale                     |
| Daniel Jomat                   |       | conseiller municipal                       |
| Célina Petit                   |       | conseillère municipale                     |
| Adrien Micoureau               |       | conseiller municipal                       |
| Marie-Claire Baudon            |       | conseillère municipale                     |
| Charost pour tous              | DVG   |                                            |
| Robert Jeanty                  |       | conseiller municipal                       |
| Annick Godet                   |       | conseillère municipale                     |
| Michel Ait-Taleb               |       | conseiller municipal                       |

### Liste des maires successifs
| Période | Période | Identité              | Etiquette | Qualité |
| ------- | ------- | --------------------- | --------- | ------- |
| 1953    | 1954    | Mr Desgrolard         |           | Notaire |
| 1954    | 1965    | Mr Poussin            |           |         |
| 1971    | 1977    | Mr Lebouc             |           |         |
| 1977    | 1987    | René Messageon        | DVG       |         |
| 1987    | 1995    | Jean Balon            |           |         |
| 1995    | 2001    | Jean-Claude Capitaine |           |         |
| 2001    | 2020    | Jean Balon            | DVD       |         |

| Période                                  | Période      | Identité    | Étiquette | Qualité                           |
| ---------------------------------------- | ------------ | ----------- | --------- | --------------------------------- |
| Les données manquantes sont à compléter. |              |             |           |                                   |
| 1987                                     | 1995         | Jean Balon  | UDF       |                                   |
| mars 2001                                | juillet 2020 | Jean Balon  |           | Retraité salarié du secteur privé |
| juillet 2020                             | En cours     | Ludo Coste, | DVG       | Gérant de société                 |

## Démographie
La communauté de Chârost est en crise démographique au début du XVIIIe siècle, puisqu’elle passe de 174 feux en 1709 à 101 en 1726. L’hiver de 1709-1710 notamment cause de nombreuses pertes, ainsi que la grande canicule de 1719 (qui tua beaucoup par dysenterie).
L'évolution du nombre d'habitants est connue à travers les recensements de la population effectués dans la commune depuis 1793. Pour les communes de moins de 10 000 habitants, une enquête de recensement portant sur toute la population est réalisée tous les cinq ans, les populations de référence des années intermédiaires étant quant à elles estimées par interpolation ou extrapolation. Pour la commune, le premier recensement exhaustif entrant dans le cadre du nouveau dispositif a été réalisé en 2005.

En 2022, la commune comptait 899 habitants, en évolution de −8,82 % par rapport à 2016 (Cher : −2,48 %, France hors Mayotte : +2,11 %).
| 1793 | 1800 | 1806 | 1821  | 1831  | 1836  | 1841  | 1846  | 1851  |
| ---- | ---- | ---- | ----- | ----- | ----- | ----- | ----- | ----- |
| 850  | 937  | 942  | 1 119 | 1 239 | 1 363 | 1 411 | 1 605 | 1 575 |

| 1856  | 1861  | 1866  | 1872  | 1876  | 1881  | 1886  | 1891  | 1896  |
| ----- | ----- | ----- | ----- | ----- | ----- | ----- | ----- | ----- |
| 1 650 | 1 563 | 1 687 | 1 594 | 1 555 | 1 619 | 1 554 | 1 519 | 1 510 |

| 1901  | 1906  | 1911  | 1921  | 1926  | 1931  | 1936  | 1946  | 1954  |
| ----- | ----- | ----- | ----- | ----- | ----- | ----- | ----- | ----- |
| 1 530 | 1 551 | 1 400 | 1 160 | 1 131 | 1 017 | 1 033 | 1 083 | 1 065 |

| 1962  | 1968  | 1975  | 1982  | 1990  | 1999  | 2005  | 2006  | 2010  |
| ----- | ----- | ----- | ----- | ----- | ----- | ----- | ----- | ----- |
| 1 093 | 1 131 | 1 166 | 1 152 | 1 134 | 1 069 | 1 023 | 1 020 | 1 035 |

| 2015 | 2020 | 2022 | - | - | - | - | - | - |
| ---- | ---- | ---- | - | - | - | - | - | - |
| 985  | 922  | 899  | - | - | - | - | - | - |

## Culture locale et patrimoine

### Lieux et monuments
- Église Saint-Michel, XIIe, fin du XVe ou début XVIe et XIXe[23],[33],[34].
  - Monument historique classé en 1910, l’église de Charost est dédiée à saint Michel. D’origine monastique, sa construction remonte au début du XIIe siècle. Le style est élégant et caractéristique de l’art roman berrichon, représentant tout le luxe de construction de cette époque.
  - Les parties les plus anciennes s’appuient certainement sur les fondations d’un ancien monastère que signale une bulle du pape Adrien IV en 1154 « monasterium sancti Michaelis de Carrusio ». Des traces de murs dans le cimetière, le sentier des trois moines laissent penser à une communauté monastique importante, expliquant peut être les vastes dimensions de l’église par rapport à la population de la ville.
  - Le regard est immédiatement attiré par son aspect rouge, par ses pierres qui lui donnent une couleur chaude. Cette pierre surabonde, parait il, dans les sous sols de Bourges. Ayant été très appréciée par les romains pour la construction de leurs temples et arènes, on la retrouve dans les murs de la ville, visibles rue des fossés ainsi que dans la façade d’entrée du château.
  - Le cœur de l’église a gardé un très beau retable en bois à colonnes torses du XVIIIe siècle. Quatre cloches meublent notre clocher, la plus ancienne est nommée Michelle. Elle fut bénite en 1731 et son parrain était Paul François, Duc de Béthune-Charost, son épouse, Christine Régine Gorge d’Entraigues, la marraine. Une inscription est gravée pour rappeler cette cérémonie. Église à nef unique, elle apparaît dans une bulle du pape Adrien IV en 1154 « monasterium sancti Michaelis de Carrusio » comme dépendance de l'abbaye Notre-Dame d'Issoudun. À une date inconnue, l'église Saint-Michel est devenue une collégiale réunie en 1456 au chapitre de Saint-Cyr d'Issoudun. Des destructions qui ont probablement étaient faites avant 1541 ont nécessité d'entreprendre des travaux de restauration de l'église dans le chœur et furent l'occasion de construire un clocher au sud du sanctuaire. L'église n'a pas eu à souffrir de la Révolution.
- Le château de Chârost, XIe, XVe et XVIe, surplombe la vallée de l'Arnon.
  - Les touristes et voyageurs qui traversent Charost peuvent aisément voir l’entrée du château sur la place qui porte son nom et qui débouche sur la grande rue. La porte s’ouvre sous un pavillon carré, précédé par un pont établi au 17e siècle l’auditoire de justice. Les murs offrent à la vue une certaine quantité de ces mêmes pierres de calcaire rouge qui confèrent à l’église de Charost son remarquable caractère. A travers la grille, on peut apercevoir le bâtiment du château proprement dit, très bien entretenu. C’est un édifice rectangulaire aux fenêtres à meneaux croisés, aux lucarnes à pignons, aux toits d’ardoise. Il est contigu à l’une des tours de l’enceinte qui domine l’Arnon, ronde, fine et coiffée d’une toiture conique très pointue. Ce bâtiment date de la fin du 15e siècle ou début 16e. On pense qu’il a été construit par Guy de Rochechouart, qui apprécia Charost et y vécut. Ce château, très dégradé après la Révolution, fut restauré au siècle dernier par le Comte de Guébriant. Au cours de travaux on trouva au-dessus des bâtiments des fondations qui semblent indiquer qu’il a été bâti sur l’emplacement de l’une des anciennes enceintes fortifiées.
- Les seigneurs de Chârost sont des vassaux des seigneurs d'Issoudun. Le premier seigneur connu est Aimon Ier (1030-1105)[23]. Il participa à la fondation de l'abbaye de Chezal-Benoît en 1093.
- Son successeur est Gauthier Ier. Son nom apparaît dans une charte qu'il a promulgué en faveur du prieuré d'Orsan en 1114, une autre au bénéfice de l'abbaye d'Issoudun en 1134 et dans un acte adressé à Léthéric abbé de Notre-Dame d'Issoudun
- Gauthier II s'est marié avec Isabelle ou Isabeau de Courtenay, quatrième fille de Pierre de France (vers 1126-1183), fils du roi de France Louis VI et d'Elisabeth de Courtenay (1127-après 1205). Il donne une charte d'affranchissement à la ville de Chârost en 1194. En décembre 1195, il est présent avec son suzerain Eudes III d'Issoudun à la rencontre entre Philippe Auguste et Richard Cœur de Lion au Gué d'Amour, entre Issoudun et Chârost, au cours de laquelle se sont engagés des pourparlers pour le mariage entre son fils, le futur Louis VIII (1187-1226), et la nièce de Richard, Blanche de Castille (1188-1252). Ce mariage n'a été conclu qu'en 1200 par un traité entre Philippe Auguste et Jean-sans-Terre.
- Monument du bicentenaire de la Révolution ;
- Croix de chemin.
- Lavoir. Se garer sur la petite place près du pont qui enjambe l'Arnon, suivre le chemin qui longe la rivière. Si l'on suit ce chemin encore un peu, on pourra voir un autre pont plus ancien et, éventuellement traverser le gué (mais pas à pied sec).
- Tour Dumuis ou Lamy, 1890 et 1900, construite par Augustin Lamy.
  - En arrivant à Charost, face au château de l’autre côté de l’Arnon, une tour que l’on pourrait penser vestige du château. Il n’en est rien, ce bâtiment très particulier fut édifié par un important vigneron, marchand de vin. Augustin LAMY, enfant de Chârost, après avoir au cours de son service militaire effectué en Algérie, découvert des plants de vigne insensibles au Phylloxéra, cette maladie qui détruisit à plusieurs reprises les vignes de la région, effectua des greffes sur des plants de Sauvignon. Une réussite complète qui lui assura un commerce prospère, reconstituant les vignobles de la région et donnant du travail à beaucoup d’ouvriers. Homme de bien, il devient Maire et juge de paix de la commune. Il s’éteignit en 1901. Ce fut sa sœur Mme ARTIGAUD, très proche de son frère qui pendant près de 25 ans maintient l’activité. Vers 1926, elle dut se décider à vendre les terres, la production n’étant plus assez importante.

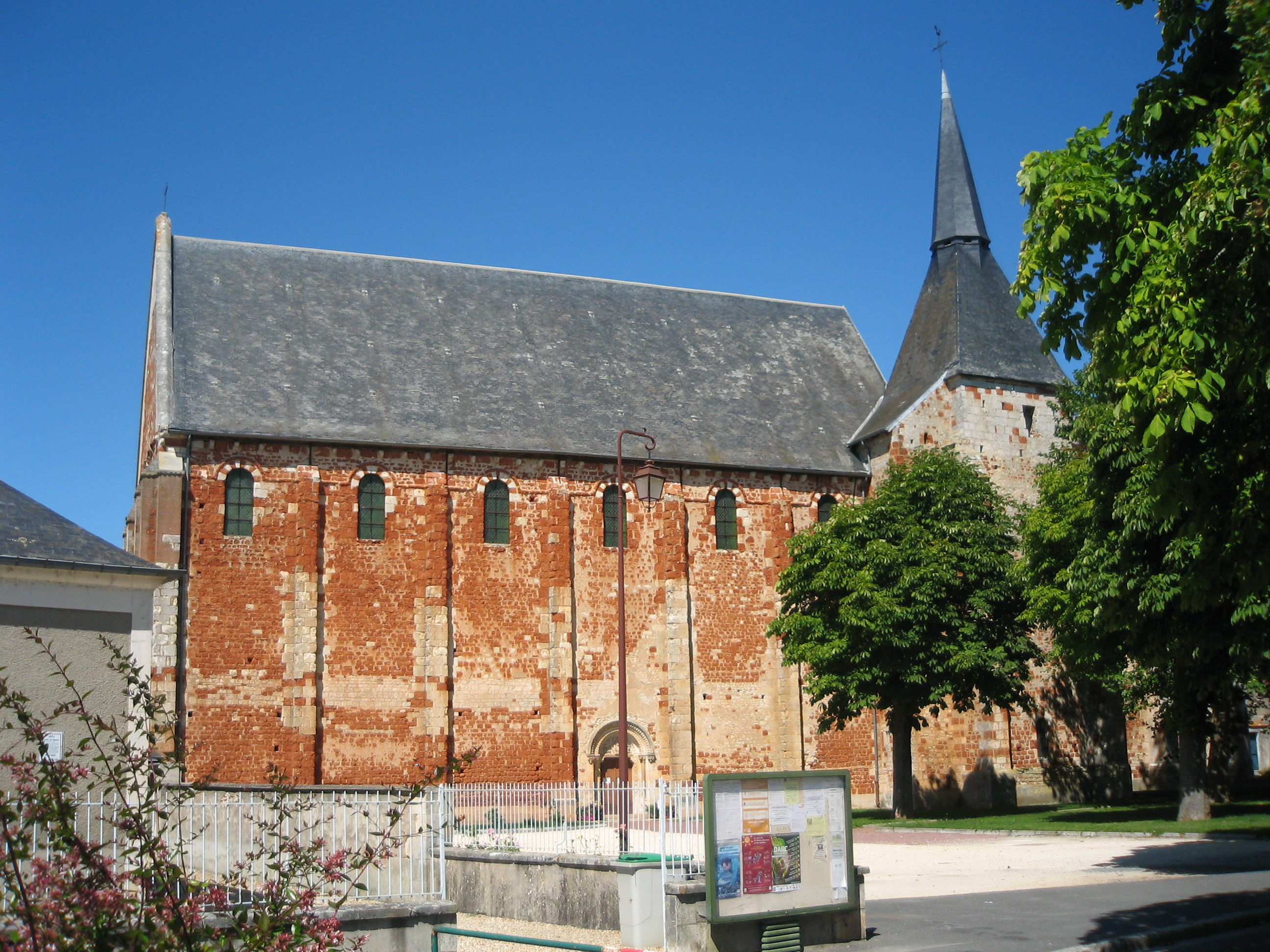
Église saint Michel, XIIe, fin du XVe ou début XVIe et XIXe.
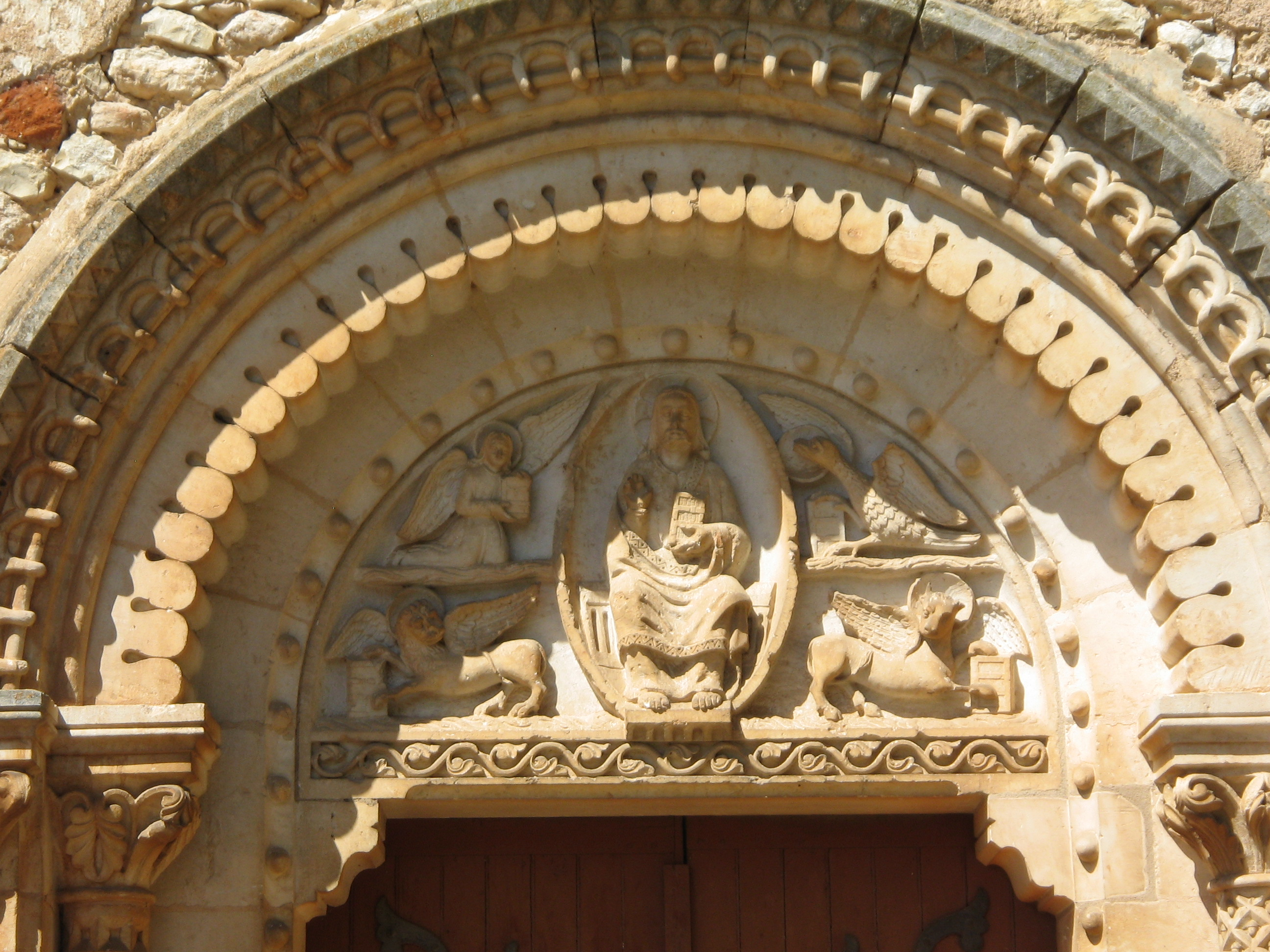
Tympan, église saint Michel, XIIe, fin du XVe ou début XVIe et XIXe.
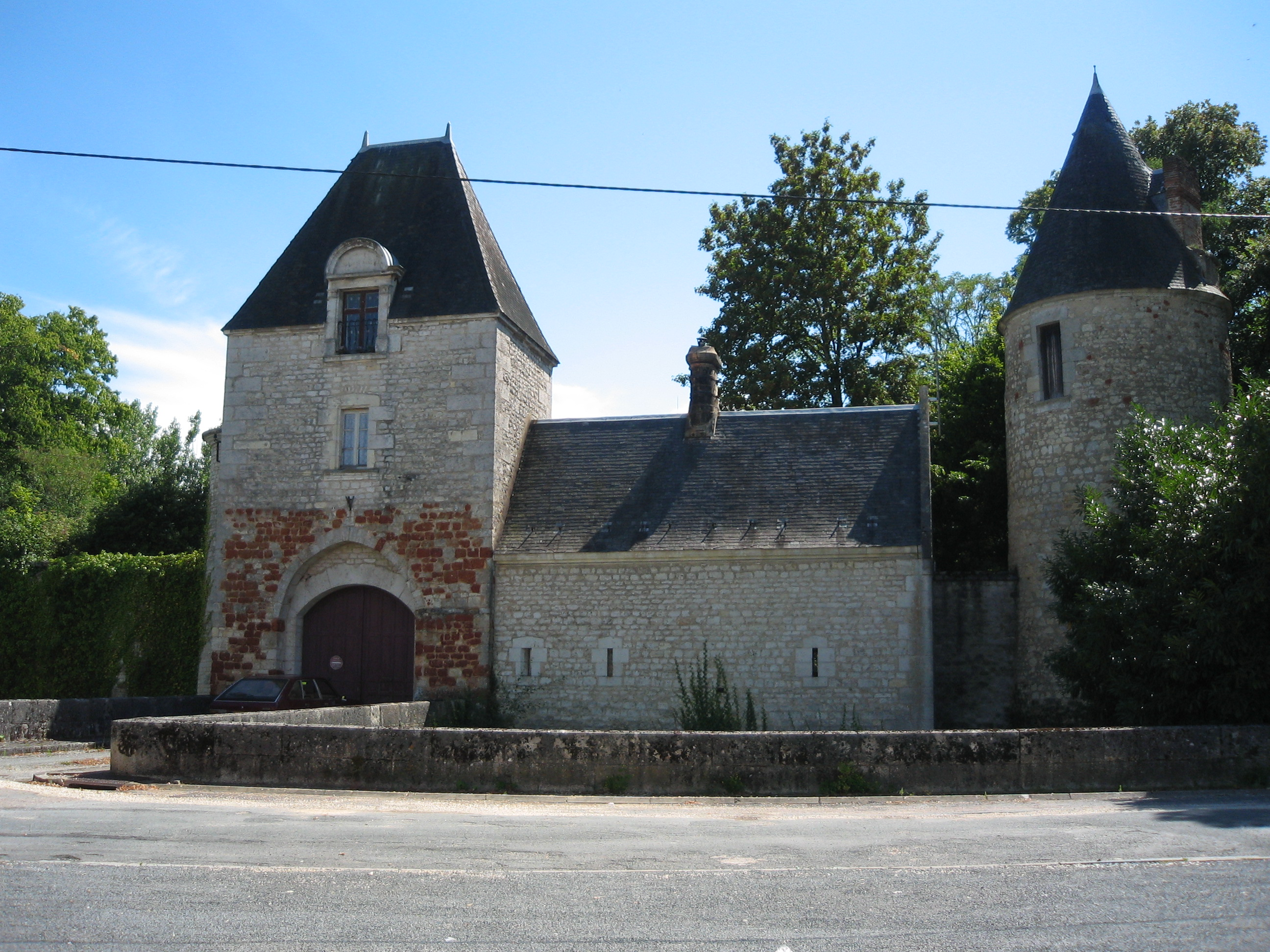
Château de Chârost, XIe, XVe et XVIe.
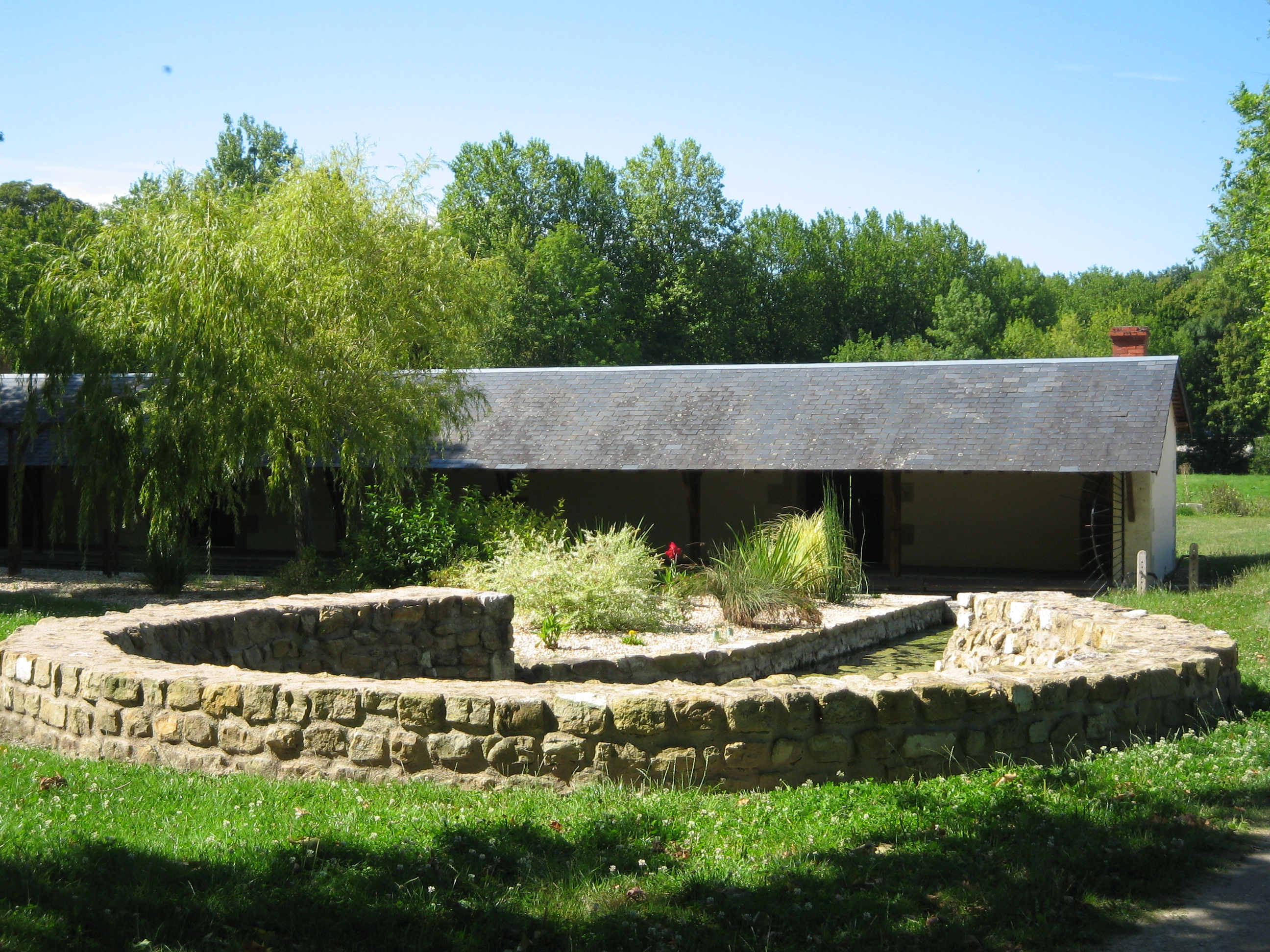
Lavoir à Chârost (Cher).
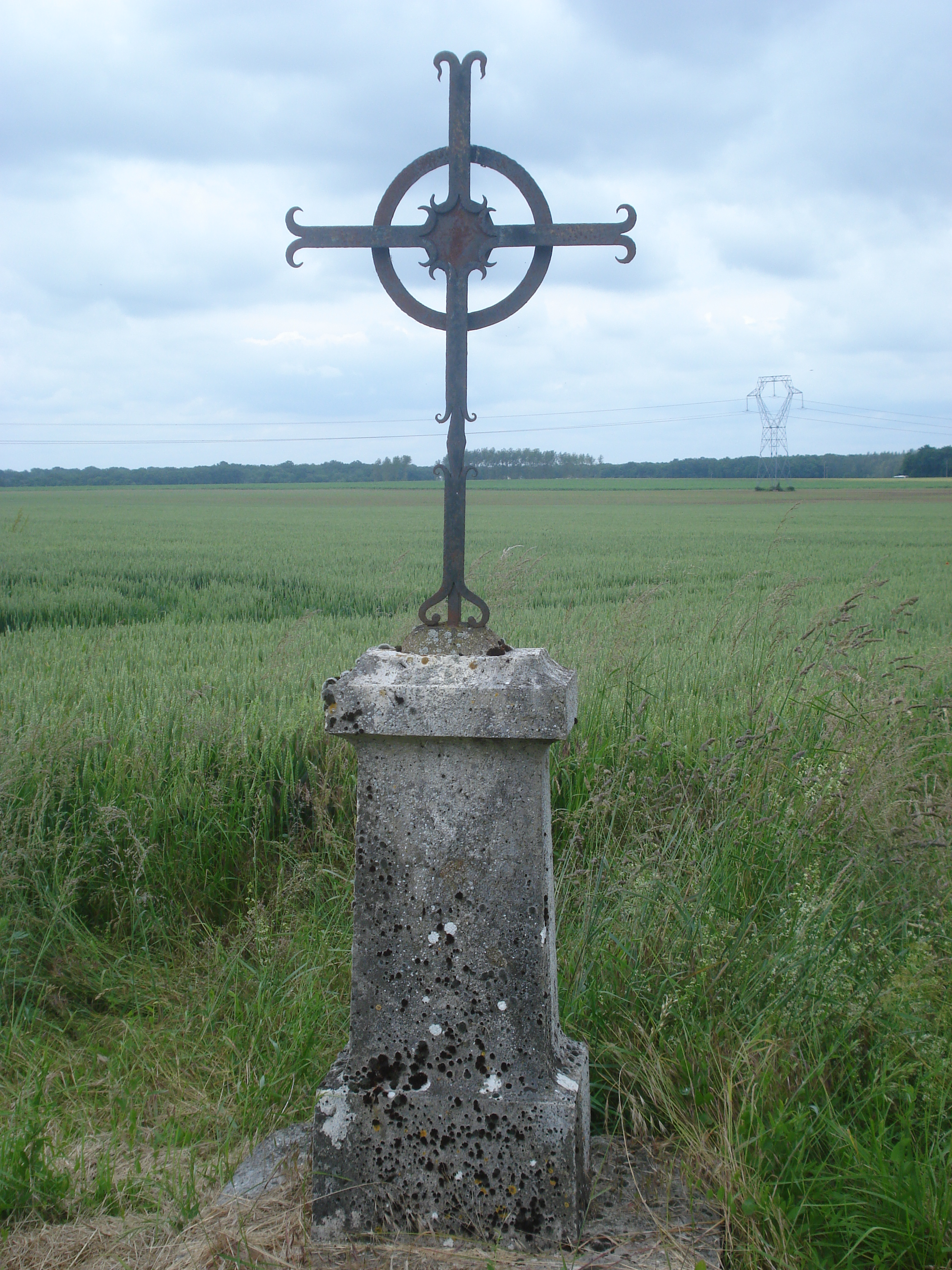
Croix de chemin.
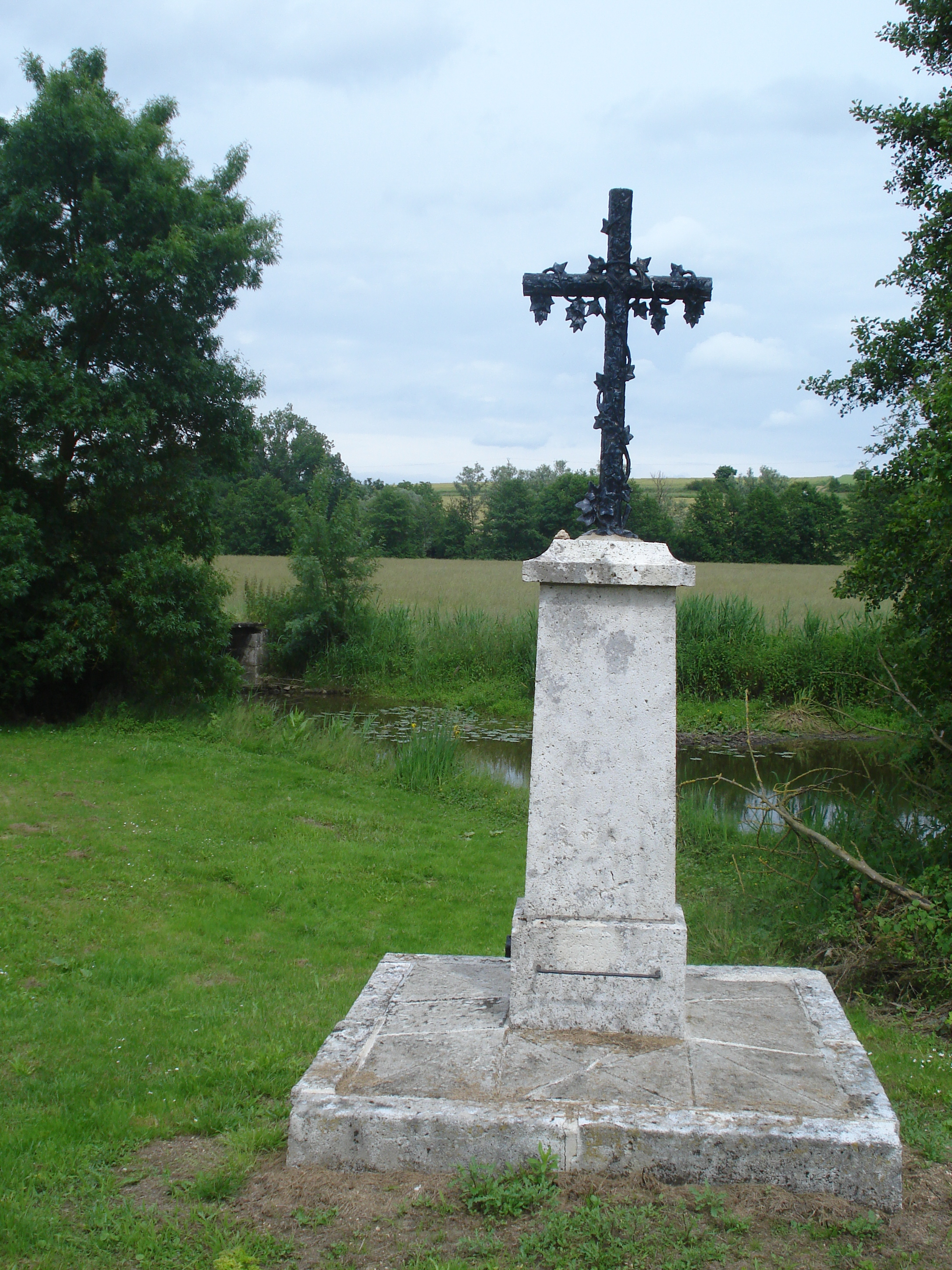
Croix de chemin.
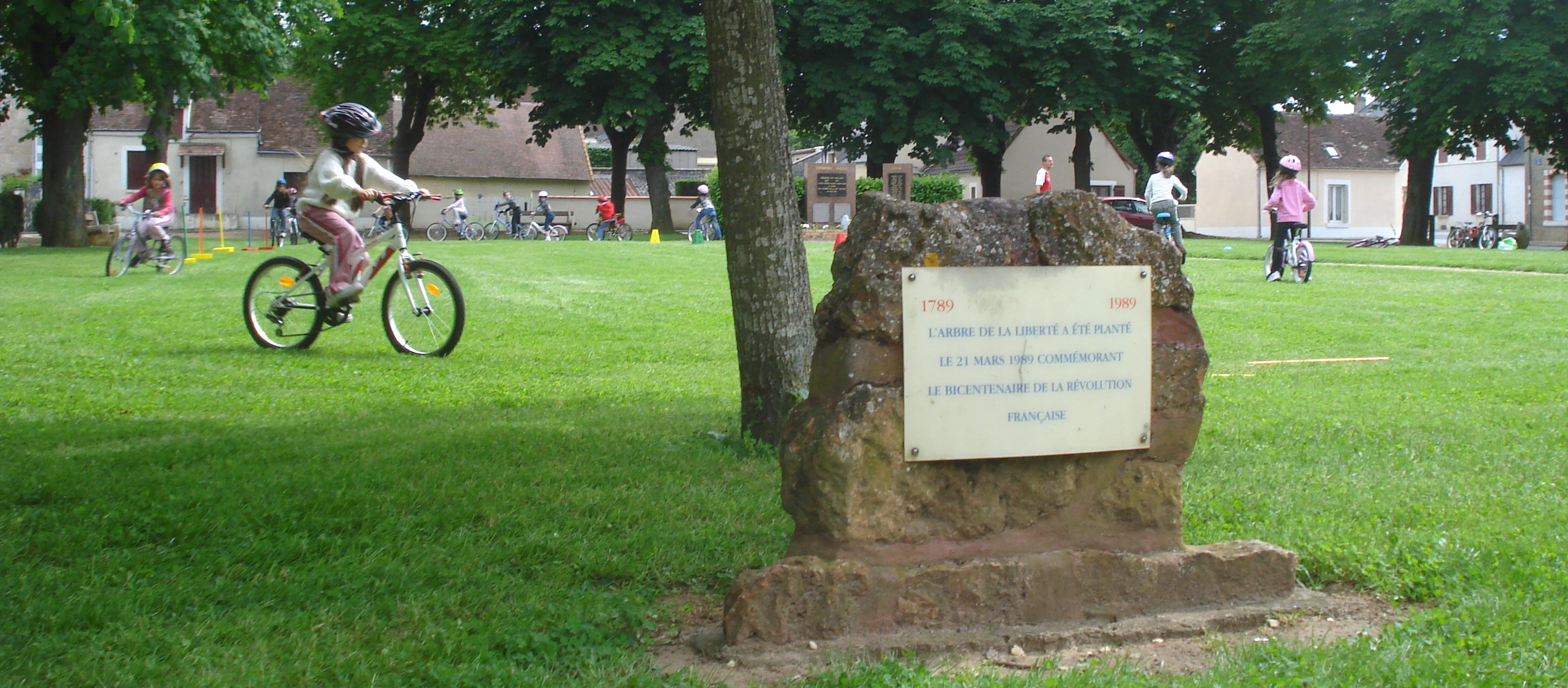
Monument du bicentenaire de la Révolution.
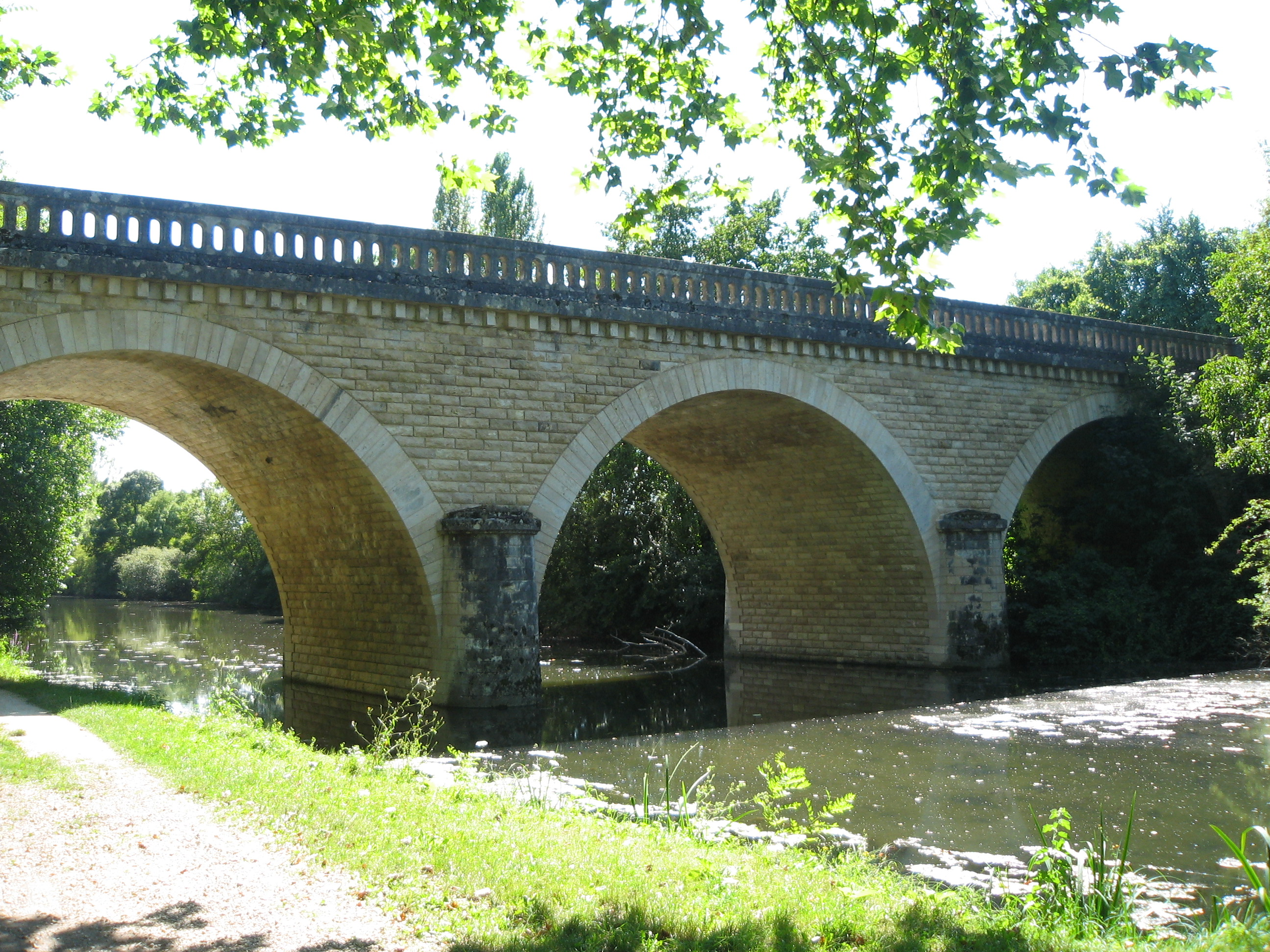
Vieux pont de Chârost au-dessus de l'Arnon (3 arches).
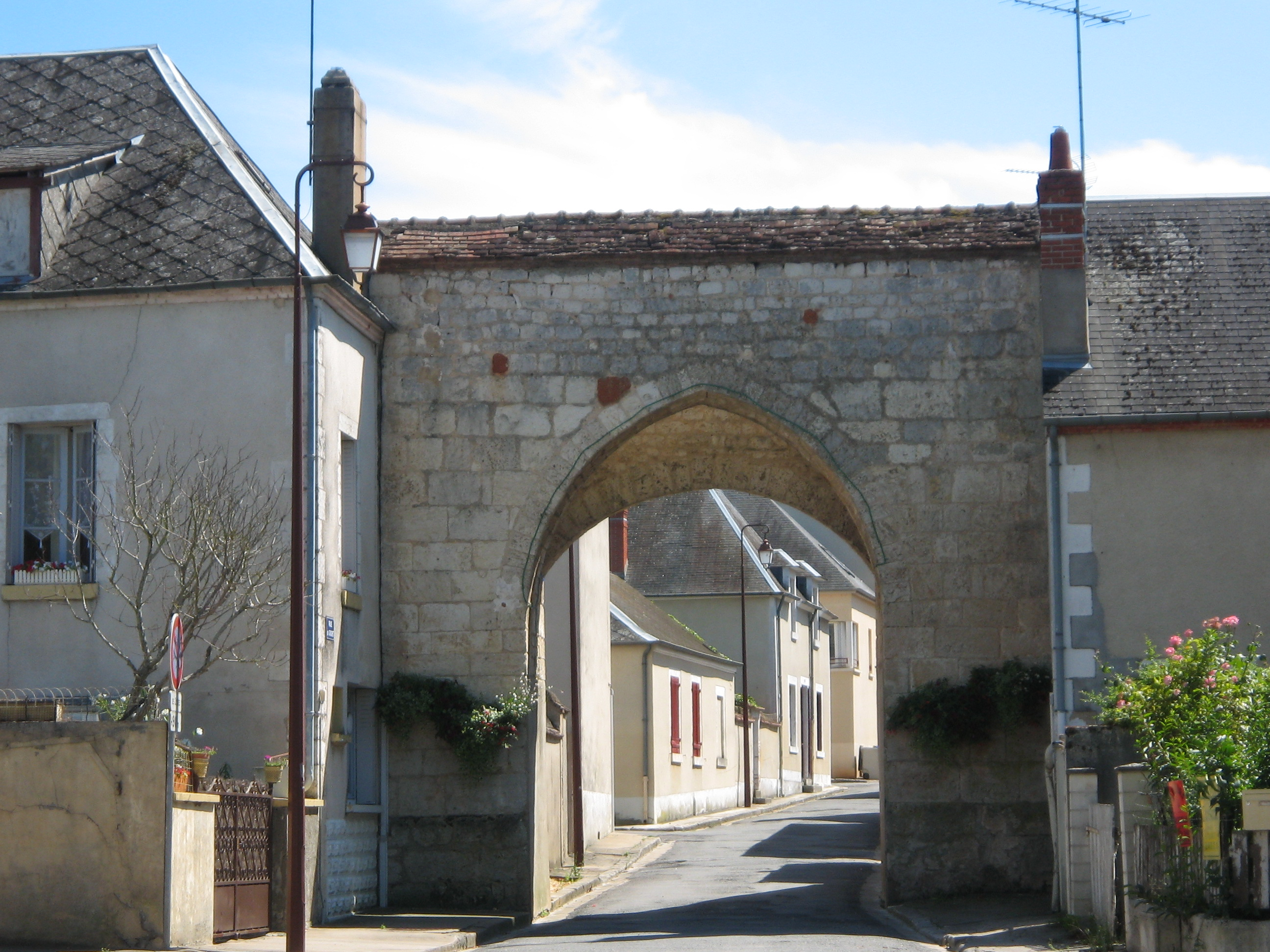
Ancienne porte de Chârost (près de la place de l'Église).

### Personnalités liées à la commune
- François Joseph de Béthune (1719-1739), marquis d'Ancenis, puis duc de Chârost et Pair de France, capitaine des gardes du Corps du roi ;
- Armand Joseph de Béthune (1738-1800), 5e duc de Chârost, Pair de France, lieutenant général (1792), maire du 10e arrondissement de Paris en 1799.
- Arthur Brunet (1845-1900), homme politique, maire d'Issoudun, sénateur de l'Indre de 1891 à 1900.
- Jean Balon (1937), maire de Chârost, président du SMIPERC, pilote d'avion de ligne.
- Charly Perragin (1991), conseiller municipal, vice-Président du Syndicat départemental d'énergie du Cher en 2014, délégué spécial du Pôle énergie Centre, candidat aux élections législatives en 2017, adjudant (RC) de l'Armée de Terre.

### Héraldique
| Blason de Chârost | Les armes de Chârost se blasonnent ainsi : D'argent à la fasce de gueules surmontée d'un lambel du même. |

### Spécialités locales
- Biscuiterie : le croquet de Chârost.
- Fromage : la commune se trouve dans l'aire géographique et dans la zone de production du lait, de fabrication et d'affinage du fromage Valençay[36].
- Boules Carrées : chaque année depuis 1994, l'Association des boules carrées de Chârost, organise un concours. La boule carrée se pratique avec des cubes en bois sur des terrains plats ou en pentes (jusqu'à 10 %). Les règles sont les mêmes que pour la pétanque. Le joueur doit lancer son cube en bois de 9 à 10 centimètres de côté le plus près possible d'un cube plus petit, le « cochonnet ».